# Barbara Slade
|  | No s'ha de confondre amb Barbara Slate. |

Barbara Slade és una escriptora, creadora i productora de programació infantil estatunidenca nascuda a Los Angeles (Califòrnia) afincada a Londres que ha treballat com a executiva de desenvolupament per a Walt Disney Development. La seva especialitat és escriure, desenvolupar i dirigir programes de televisió d'alt concepte per al mercat internacional; treballa amb productores i canals d'arreu del món i també dirigeix i imparteix tallers intensius de guió i desenvolupament. Ha repartit la seva carrera entre el Regne Unit i els Estats Units.

## Trajectòria professional
Després d'obtenir un Màster en Educació infantil va començar a treballar com a mestra d'educació primària; aquesta experiència la va ajudar a comprendre més profundament quines són les necessitats de desenvolupament i emocionals dels infants, coneixement que va aplicar posteriorment a les seves històries per tal que «sonessin fidels» al seu públic.
Els inicis de la seva carrera com a guionista van ser a Londres quan ITV va emetre el seu primer programa, Brown Bear's Wedding, un telefilm d'animació que comptava amb les veus de Helena Bonham Carter, Joss Ackland i Hugh Laurie. La cinta es va vendre tant a Disney Channel com a la majoria de països europeus, i va ser nominada a cinc premis Emmy, entre els quals el de Millor guionista.
Ha escrit llargmetratges per a Working Title i Disney i també guions d'històries per a diverses sèries infantils d'animació com The Legends of Treasure Island (1993), Angelina Ballerina (2001–2006), Winnie the Pooh, Rotten Ralph (1998–2001) i Rugrats; un dels episodis d'aquest darrer va rebre el seu primer premi Humanitas.
Ha treballat com a guionista/productora principal per a Disney Channel U.K. i es va incorporar per desenvolupar i dirigir l'equip de guionistes de la sèrie de comèdia premiada de NRK Side om Side (2013–2015) i Best For, a TV2.
També ha estat creadora/productora executiva de diverses sèries de televisió originals com Dead Gorgeous (CBBC/ABC/Nickelodeon), Hi Opie! (TVO/Netflix) o Alexander and Pete (Telegael/Lunes/Super RTL), i actualment treballa en el desenvolupament de tres sèries de televisió originals: Heaven is a Perfect Tomato, Song for Britannia i A Drop of DNA.
Va continuar la seva carrera als Estats Units, escrivint i desenvolupant sèries per a Disney, Nickelodeon, Fox, ABC i altres cadenes d'arreu del món.
El 2003 es va publicar el conte infantil The Rose Fairy Princess, escrit per Katharine Holabird i il·lustrat per Helen Craig a partir d'un guió de Slade. El juny de 2023 l'editorial Owlet Press va publicar el seu primer llibre, Cinder & Ella, amb il·lustracions de Lucia Soto; es tracta d'una història d'amor LGBT, adaptació del conte de La Ventafocs, de Charles Perrault.